# ان‌جی‌سی ۱۲۸
ان‌جی‌سی ۱۲۸ (به انگلیسی: NGC 128) یک کهکشان عدسی با قدر ظاهری ۱۳٫۲ است که در صورت فلکی ماهی قرار دارد.